# 亞芭詩拉·洪杉姑拉
亞芭詩拉·洪杉姑拉（英文：Apasra Hongsakula，愛稱：Bpleen，1947年1月16日—），泰國曼谷人，她於1965年7月24日在美國佛羅里達州邁阿密獲得環球小姐競賽冠軍。當年亞芭詩拉年芳十八歲，身高為164厘米（5英呎4.5吋），三圍35-23-35英吋，她是至今以來環姐得主當中最矮小的一位。
亞芭詩拉是繼1959年日本兒島明子（Akiko Kojima）後，第二位奪得環姐桂冠的亞洲人，也是第一位獲此殊榮的泰王國佳麗。後來到1988年蓬蝶普·娜磯朗嘉諾克（Porntip Nakhirunkanok）才再度代表泰國奪冠於中華民國（台灣）台北市 。
亞芭詩拉環姐奪冠後一年即同泰國詩麗吉王后的堂弟結婚，進入泰國社會頂層。她曾經於1973年及1979年兩度作為評委回到環球小姐競賽場。

## 外部連結
- Hongsakula (อาภัสรา สปา)在Facebook帳戶
- Apasra Hongsakula（@apasrahongsakula）的Instagram帳戶
- 亞芭詩拉1965年環姐奪冠鏡頭片段 (YouTube) （页面存档备份，存于）
- 2003年亞芭詩拉接受泰國電視臺記者採訪（英譯文） （页面存档备份，存于）

| 前任： 科琳娜·索佩（希臘） | 環球小姐 1965年 | 繼任： 瑪格麗特·阿維德森（瑞典） |